# Sitardas
Sitardas is een bestuurslaag in het regentschap Tapanuli Tengah van de provincie Noord-Sumatra, Indonesië. Sitardas telt 2165 inwoners (volkstelling 2010).